# Twelve Days of Christmas

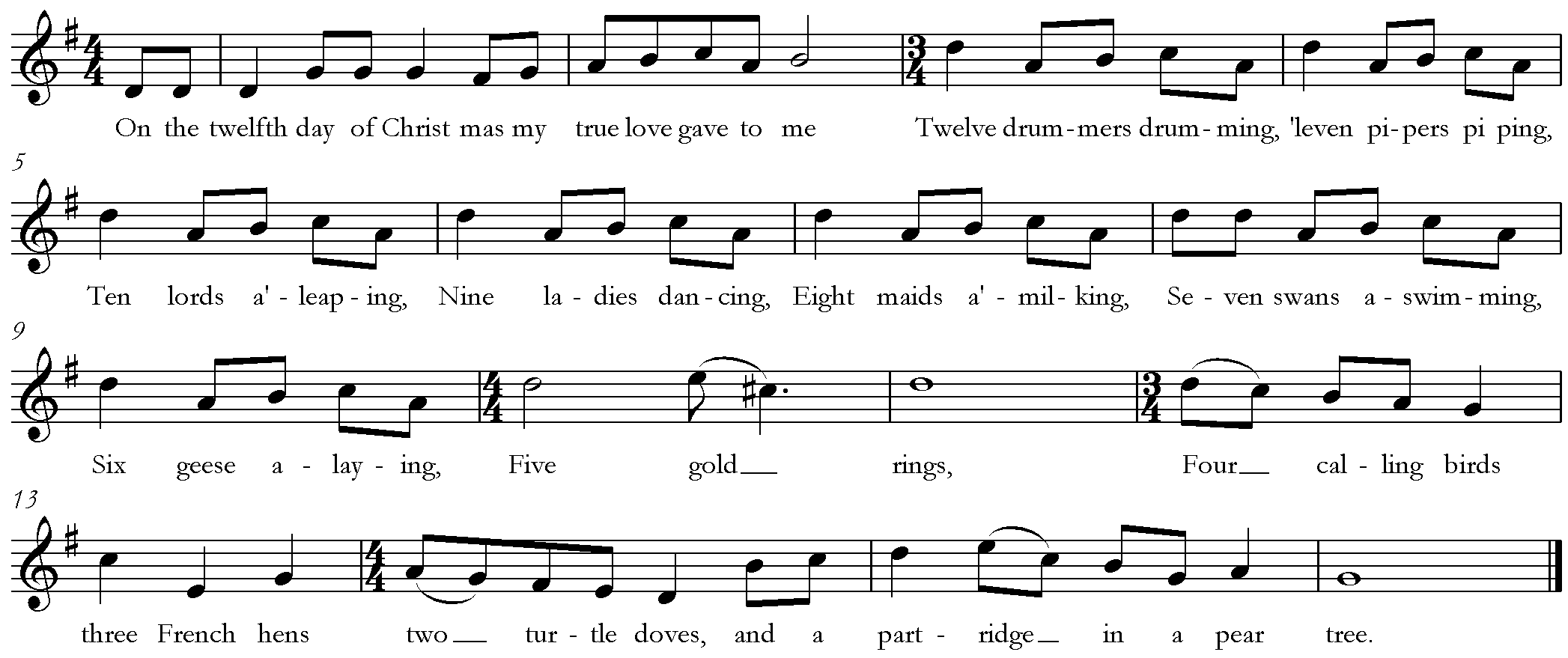
Sista versen.

Twelve Days of Christmas, Roud 68, är en kumulativ julsång som publicerades på engelska första gången i England 1780, men studier av sångtexten visar att sången härstammar från franskan. Den har nummer 68 i Roud Folk Song Index.
Texten handlar om vilka gåvor sångaren får av sin älskade: första dagen en gåva, andra dagen två gåvor, etc.
Bland gåvorna finns bland annat en rapphöna i ett päronträd, turturduvor, mjölkpigor, svanar och trumslagare.

## Svensk motsvarighet
I Blekinge och Småland sjöngs förr en besläktad variant. I den får sångaren gåvor av sin bror. Först ett höns, sedan två korn, tre gråa gäss, fyra pund fläsk, fem flådda får, en so med sex grisar, sju åtting säd, åtta grå fålar med gullsadlar, nio nyborna kor, tio par oxar, elva klockor, och till sist tolv kyrkor, var kyrka med tolv altare i, vart altare med tolv präster uppå, var präst med tolv kappor, var kappa med tolv bälten, vart bälte med tolv pungar, var pung med tolv daler i., 